# Championnat de Suisse de football de deuxième division 2014-2015
Navigation
Challenge League 2013-2014 Challenge League 2015-2016
La saison 2014-2015 de Challenge League est le deuxième niveau de la hiérarchie du football en Suisse après la Super League. Le championnat oppose en matches aller-retour dix clubs dont un promu de 1re Ligue Promotion, le FC Le Mont LS, et un relégué de Super League, le FC Lausanne-Sport.

## Les dix clubs participants
| \| FC Lugano FC Wohlen FC Wil FC Winterthour FC Le Mont LS FC Schaffhouse Servette FC FC Chiasso Lausanne-Sport FC Biel-Bienne \| Localisation des clubs engagés dans le championnat. |
| FC Lugano FC Wohlen FC Wil FC Winterthour FC Le Mont LS FC Schaffhouse Servette FC FC Chiasso Lausanne-Sport FC Biel-Bienne                                                           |

| Club              | Entraîneur         | Stade                          | Capacité |
| ----------------- | ------------------ | ------------------------------ | -------- |
| FC Biel-Bienne    | Hans-Peter Zaugg   | Stadion Gurzelen               | 15 000   |
| FC Chiasso        | Gianluca Zambrotta | Stadio Comunale                | 11 168   |
| FC Lausanne-Sport | Francesco Gabriele | Stade olympique de la Pontaise | 8500     |
| FC Le Mont LS     | Claude Gross       | Stade Sous-Ville               | 4000     |
| FC Lugano         | Livio Bordoli      | Stadio comunale Cornaredo      | 14 873   |
| FC Schaffhouse    | Maurizio Jacobacci | Stadion Breite                 | 7300     |
| Servette FC       | Kevin Cooper       | Stade de Genève                | 30 000   |
| FC Wil            | Axel Thoma         | Bergholz                       | 6000     |
| FC Winterthour    | Jürgen Seeberger   | Stadion Schützenwiese          | 8500     |
| FC Wohlen         | Ciriaco Sforza     | Stadion Niedermatten           | 3624     |